# SpVgg Stegaurach
Die SpVgg Stegaurach ist ein Sportverein aus der oberfränkischen Gemeinde Stegaurach. Er wurde am 1. Oktober 1945 in der Brauerei Windfelder in Stegaurach gegründet. Der Verein hat rund 700 Mitglieder (Stand 18. Oktober 2024).

## Geschichte
Am 1. Oktober 1945 versammelten sich 57 Menschen in der Brauerei Windfelder, um die SpVgg Stegaurach zu gründen. Der Verein startete 1945 in der untersten Klasse, die sich damals Kreisklasse 2 nannte. 1947 stieg die Mannschaft in die Bezirksklasse 1 Bamberg auf. Nachdem 1949 die Bezirksklasse in B-Klasse umbenannt wurde, spielte sie acht Jahre darin. Dann folgte der Aufstieg in die A-Klasse 1958/59, allerdings stieg man gleich wieder ab. Dann kam der Wiederaufstieg, und die Mannschaft blieb für fünf Jahre in der A-Klasse Bamberg.
1965 wurde der Sportplatz eingeweiht. Das erste Spiel wurde zwischen der ersten Mannschaft und einer Auswahlmannschaft aus der A-Klasse Bamberg ausgetragen.
Im August 1966 gründete man dann die Gymnastikabteilung, die eine Frauen- und Mädchenabteilung, eine Turnabteilung für Männer, eine Mädchengruppe und Purzelkinder beinhaltete.
Im Jahre 1996 stieg man dann in die Bayernliga auf. In der Saison 1999/2000 war man an neun Spieltagen Tabellenführer, es reichte aber nur zum zweiten Platz. In der darauffolgenden Saison stieg man dann als Tabellenletzter ab.

## Ehemalige Spieler
- Norbert Schlegel

## Jugend
Es besteht eine Jugendfördergemeinschaft zwischen der SpVgg Stegaurach und dem TSV Burgebrach. Dieser Verein nennt sich JFG Steigerwald.